# N209i
デジタル・ムーバ N209i HYPER（デジタル・ムーバ エヌ にー まる きゅう アイ ハイパー）は、NEC製のNTTドコモの携帯電話(mova)端末である。

## 概要
iモードの爆発的なヒットにより、通話専用端末とされていたスタンダード機の20Xシリーズに209iシリーズからiモードが搭載された。
NECが従来から得意としてきた折畳み式に、12色のイルミネーションランプや3色のバックライト付き4階調モノクロ液晶を搭載した。着信メロディはFM音源による4和音。

## 歴史
- 2000年3月10日　テレコムエンジニアリングセンターによる技術基準適合証明の工事設計認証（工事設計認証番号WZA0013）
- 2000年3月31日　電気通信端末機器審査協会による技術基準適合認定の設計認証（設計認証番号A00-0265P、J00-0077）
- 2000年6月13日　F209i、P209iとともにドコモから発表。
- 2000年6月20日　F209i、P209iとともに発売開始。
- 2012年3月31日　movaサービス終了により使用はこの日限りとなる。